# Lilian Drescher
Lilian Drescher (née le 23 mai 1965) est une joueuse de tennis suisse, professionnelle dans les années 1980. Elle est également connue sous son nom martial Lilian Kelaidis à la suite de son mariage avec l’entraîneur de tennis grec Nicolas Kelaidis. 
Elle a atteint le 48e rang mondial en simple le 11 février 1985 et le 85e en double le 21 décembre 1986.
Pendant sa carrière, elle a gagné 3 tournois WTA en simple.
Ayant subi une grave blessure au genou, elle a dû arrêter prématurément sa carrière prometteuse.

## Palmarès

### Titre en simple dames
| No | Date       | Nom et lieu du tournoi | Catégorie | Dotation | Surface    | Finaliste   | Score    |          |
| -- | ---------- | ---------------------- | --------- | -------- | ---------- | ----------- | -------- | -------- |
| 1  | 08/10/1984 | Japan Open, Tokyo      |           | 50 000 $ | Dur (ext.) | Shawn Foltz | 6-4, 6-2 | Parcours |

### Finale en simple dames
Aucune

### Titre en double dames
Aucun

### Finale en double dames
Aucune

## Parcours en Grand Chelem

### En simple dames
| Année | Open d'Australie (janvier) | Open d'Australie (janvier) | Internationaux de France | Internationaux de France | Wimbledon       | Wimbledon      | US Open         | US Open         | Open d'Australie (décembre) | Open d'Australie (décembre) |
| ----- | -------------------------- | -------------------------- | ------------------------ | ------------------------ | --------------- | -------------- | --------------- | --------------- | --------------------------- | --------------------------- |
| 1982  | n/a                        | n/a                        | -                        | -                        | -               | -              | 1er tour (1/64) | Sabina Simmonds | -                           | -                           |
| 1983  | n/a                        | n/a                        | -                        | -                        | -               | -              | 1er tour (1/64) | Beth Herr       | 1er tour (1/32)             | Kathy Jordan                |
| 1984  | n/a                        | n/a                        | 1er tour (1/64)          | Jo Durie                 | 1er tour (1/64) | Gigi Fernández | -               | -               | 1er tour (1/32)             | Sophie Amiach               |
| 1985  | n/a                        | n/a                        | 1er tour (1/64)          | G. Sabatini              | 2e tour (1/32)  | I. Demongeot   | 2e tour (1/32)  | Andrea Holíková | -                           | -                           |
| 1986  | n/a                        | n/a                        | 2e tour (1/32)           | Tine Scheuer             | -               | -              | 1er tour (1/64) | Helena Suková   | n/a                         | n/a                         |
| 1987  | -                          | -                          | 1er tour (1/64)          | Mariana Pérez            | -               | -              | -               | -               | n/a                         | n/a                         |

À droite du résultat, l’ultime adversaire.

### En double dames
| Année | Open d'Australie (janvier) | Open d'Australie (janvier) | Internationaux de France     | Internationaux de France    | Wimbledon                    | Wimbledon              | US Open                      | US Open                | Open d'Australie (décembre) | Open d'Australie (décembre) |
| ----- | -------------------------- | -------------------------- | ---------------------------- | --------------------------- | ---------------------------- | ---------------------- | ---------------------------- | ---------------------- | --------------------------- | --------------------------- |
| 1984  | n/a                        | n/a                        | 1er tour (1/32) Etsuko Inoue | Kim Sands C. Vanier         | 1er tour (1/32) Etsuko Inoue | Jo Durie Ann Kiyomura  | -                            | -                      | -                           | -                           |
| 1985  | n/a                        | n/a                        | 2e tour (1/16) Etsuko Inoue  | Sandy Collins Andrea Leand  | -                            | -                      | 1er tour (1/32) Etsuko Inoue | C. Bassett Chris Evert | -                           | -                           |
| 1986  | n/a                        | n/a                        | 1er tour (1/32) Etsuko Inoue | Heather Crowe Kim Steinmetz | -                            | -                      | 2e tour (1/16) C. Tanvier    | Kathy Jordan E. Smylie | n/a                         | n/a                         |
| 1987  | -                          | -                          | 1er tour (1/32) Lisa O'Neill | L. Antonoplis C. Monteiro   | 1er tour (1/32) Pam Casale   | Anne Hobbs C. Reynolds | -                            | -                      | n/a                         | n/a                         |

Sous le résultat, la partenaire ; à droite, l’ultime équipe adverse.

### En double mixte
| Année | Open d'Australie | Open d'Australie | Internationaux de France | Internationaux de France | Wimbledon | Wimbledon | US Open | US Open |
| 1987  | -                | -                | 1er tour (1/32) G. Pérez | Pat Medrado João Soares  | -         | -         | -       | -       |

Sous le résultat, le partenaire ; à droite, l’ultime équipe adverse.

## Parcours aux Jeux olympiques

### En simple dames
| # | Date       | Nom de l'olympiade         | Surface    | Résultat      | Ultime adversaire | Score    |          |
| - | ---------- | -------------------------- | ---------- | ------------- | ----------------- | -------- | -------- |
| 1 | 06/08/1984 | Olympic Games, Los Angeles | Dur (ext.) | 1/4 de finale | Raffaella Reggi   | 6-1, 6-2 | Parcours |

## Parcours en Coupe de la Fédération
| #                                                                  | Date       | Lieu      | Surface      | Gagnante(s)                   | Perdante(s)                      | Score         |          |
|                                                                    |            |           |              |                               |                                  |               |          |
| 1984 - 1er tour (groupe mondial) - Hongrie - Suisse - 1 : 2        |            |           |              |                               |                                  |               |          |
| 1                                                                  | 16/07/1984 | São Paulo | Terre (ext.) | Lilian Drescher               | Andrea Ritecz                    | 6-2, 6-0      | Parcours |
| 1                                                                  | 16/07/1984 | São Paulo | Terre (ext.) | Lilian Drescher C. Jolissaint | Éva Rózsavölgyi Andrea Temesvári | 6-1, 6-2      | Parcours |
|                                                                    |            |           |              |                               |                                  |               |          |
| 1984 - 2e tour (groupe mondial) - États-Unis - Suisse - 2 : 1      |            |           |              |                               |                                  |               |          |
| 2                                                                  | 16/07/1984 | São Paulo | Terre (ext.) | Kathleen Horvath              | Lilian Drescher                  | 2-6, 6-3, 6-3 | Parcours |
| 2                                                                  | 16/07/1984 | São Paulo | Terre (ext.) | Kathy Jordan Anne Smith       | Lilian Drescher C. Jolissaint    | 6-4, 6-3      | Parcours |
|                                                                    |            |           |              |                               |                                  |               |          |
| 1985 - 1er tour (groupe mondial) - Pays-Bas - Suisse - 1 : 2       |            |           |              |                               |                                  |               |          |
| 3                                                                  | 08/10/1985 | Nagoya    | Dur (ext.)   | Lilian Drescher               | Nanette Schutte                  | 6-2, 7-64     | Parcours |
| 3                                                                  | 08/10/1985 | Nagoya    | Dur (ext.)   | Lilian Drescher C. Jolissaint | Marcella Mesker Nanette Schutte  | 6-3, 6-2      | Parcours |
|                                                                    |            |           |              |                               |                                  |               |          |
| 1985 - 2e tour (groupe mondial) - Tchécoslovaquie - Suisse - 2 : 1 |            |           |              |                               |                                  |               |          |
| 4                                                                  | 08/10/1985 | Nagoya    | Dur (ext.)   | Lilian Drescher               | Helena Suková                    | 7-64, 6-3     | Parcours |
| 4                                                                  | 08/10/1985 | Nagoya    | Dur (ext.)   | Hana Mandlíková Helena Suková | Lilian Drescher C. Jolissaint    | 6-1, 6-2      | Parcours |

## Classements WTA

### Classements en simple en fin de saison
| Année | 1986 | 1987 |
| Rang  | 83   | 235  |

Source : (en) « Classements de Lilian Drescher », sur le site officiel du WTA Tour

### Classements en double en fin de saison
| Année | 1986 | 1987 |
| Rang  | 85   | 445  |

Source : (en) « Classements de Lilian Drescher », sur le site officiel du WTA Tour